# Супстанца (филм)
Супстанца (енгл. The Substance) је сатирични хорор филм из 2024. у режији и по сценарију Корали Фарже. Филм прати посрнулу славну личност, Елизабет Спаркл (Деми Мур), која, након што је њен продуцент (Денис Квејд) отпусти због година, користи дрогу са црног тржишта која ствара њену млађу верзију (Маргарет Кволи), али са неочекиваним споредним ефектима.
Филм је премијерно приказан 19. маја 2024. на Канском филмском фестивалу, где је освојио награду за најбољи сценарио. Добио је позитивне рецензије критичара и остварио комерцијални успех. Био је номинован за пет Оскара, укључујући онај за најбољи филм, а победу је однео у категорији за најбољу шминку. Деми Мур је за своју улогу била награђена Златним глобусом, Наградом Удружења телевизијских филмских критичара и Наградом Удружења филмских глумаца.

## Радња
На свој 50. рођендан, Елизабет Спаркл, некада славна, а сада заборављена холивудска филмска звезда, изненада бива отпуштена из своје дугогодишње аеробик ТВ емисије од стране продуцента Харвија због својих година. Очајна, Елизабет доживљава саобраћајну несрећу када, ометена, погледа како уклањају њен лик са билборда. У болници јој млади медицински техничар тајно даје флеш диск са рекламом за „Супстанцу” – дрогу са црног тржишта која обећава „млађу, лепшу, савршенију” верзију њеног корисника.
Заинтригирана и очајна, Елизабет наручује Супстанцу и убризгава једнократни активациони серум. Њено тело почиње да се грчи док из расцепа на њеним леђима не изађе млађа жена. Њихова свест мора да се смењује сваких седам дана без изузетка – док је једно тело активно, друго остаје несвесно и храњено интравенозно недељним залихама хране. Свакодневне инјекције стабилизаторске течности, извађене из оригиналног тела, неопходне су да би се спречило распадање новог тела.
Ново тело, које себи даје име Су, преко ноћи постаје сензација након што се пријави на аудицију за замену Елизабет у ТВ емисији и убрзо добија прилику да води престижни новогодишњи шоу. Док Су живи самоувереним и хедонистичким животом, Елизабет постаје самопонижавајућа усамљеница. Пред крај једног недељног циклуса, Су одлази на журку и доводи мушкарца кући; одлаже смену свести узимајући додатну дозу стабилизаторске течности, због чега Елизабетин десни кажипрст почиње убрзано да стари. Елизабет контактира добављача, који је упозорава да кршење правила смењивања доводи до неповратног, убрзаног старења оригиналног тела. Упркос томе што деле свест, Елизабет и Су све више посматрају себе као одвојене личности и развијају међусобну мржњу – Елизабет презире Су због тога што не поштује распоред смењивања, док Су замера Елизабет због њеног самопрезира и преједања. Након посебно деструктивне епизоде у којој је Елизабет губи контролу, Су прикупља залихе стабилизаторске течности и одбија да се врати у старо тело.
Три месеца касније, дан пре новогодишњег ТВ преноса, Су остаје без стабилизаторске течности и контактира добављача, који јој саопштава да мора да се врати у оригинално тело како би се течност обновила. Када до смене коначно дође, Елизабет открива да се претворила у погрбљену старицу. У очајничком покушају да спречи Су да је још више остари, наручује серум дизајниран да је убије. Међутим, у последњем тренутку, још увек чезнући за пажњом коју Су као славна личност добија, прекида давање инјекције пре него што је у потпуности испразни и реанимира Су, остављајући обе у свесном стању. Када схвати шта је Елизабет намеравала, Су је напада и убија пре него што оде у студио.
Без Елизабет и стабилизаторске течности, Суино тело почиње убрзано да се распада. У паници, покушава да створи нову верзију себе користећи преостали активациони серум, упркос упозорењу да је једнократан. То резултира стварањем гротескно мутираног тела, „Монстро Елизасу”, са лицима и Елизабет и Су. Носећи маску исечену са постера Елизабет, Монстро се враћа у студио и покушава да води шоу, али публика почиње да паничи. Један гледалац јој одсеца главу, али јој убрзо израста још једна, док јој једна рука пуца и натапа публику и студио крвљу. Монстро бежи из студија, али се сруши и распада у масу изнутрица. Оригинално лице Елизабет одваја се од остатака и пузи до њене запуштене звезде на Холивудској стази славних. Осмехује се док халуцинира како јој се људи диве, пре него што се растапа у локву крви, коју наредног дана чисти машинa за прање улица.

## Улоге
| Глумац                | Улога           |
| --------------------- | --------------- |
| Деми Мур              | Елизабет Спаркл |
| Маргарет Кволи        | Су              |
| Денис Квејд           | Харви           |
| Едвард Хамилтон Кларк | Фред            |
| Гор Абрамс            | Оливер          |
| Оскар Лесанж          | Трој            |